# 扎里斯基曲面
在数学的一个分支 代数几何中，扎里斯基曲面（Zariski surface）是指 特征 p > 0的 域 上的一个曲面，使得存在从 射影平面 到该曲面的一个度数为p的优势不可分映射。 特别是，所有扎里斯基曲面都是 单有理 的。 1977年Piotr Blass用 奥斯卡·扎里斯基 的名字来命名了该曲面，因为扎里斯基在1958年使用这种曲面给出了特征p > 0的单有理曲面的例子，而这个曲面不是有理的。 (相比特征为0的情况下， 卡斯泰定理 意味着所有单有理曲面都是有理的。) 
扎里斯基曲面  双有理 于 仿射空间 A3 中由 不可多项式 定义的曲面 
{\displaystyle z^{p}=f(x,y).\ }
经过长达43年的努力，奥斯卡·扎里斯基在1971年提出的下述问题得到解决：令 S 为一个几何亏格为0的扎里斯基曲面。 那么 S 一定是一个有理曲面吗？对于 p =2和 p =3，回答是否定的：1977年Piotr Blass在他的 密歇根大学 博士论文，和1978年William E.Lang在他的哈佛大学博士论文中都证明了这一点。 Kentaro Mitsui （2014） 宣布了进一步的例子，在所有特征p>0都对扎里斯基问题给出了否定回答。但是，他的方法在那时是非构造性的，我们无法得到p>3时的显式方程。